# Antoni Malanowski
Antoni Malanowski herbu Ogończyk – rzekomy cześnik czernihowski w 1767 roku.
W załączniku do depeszy z 2 października 1767 roku do prezydenta Kolegium Spraw Zagranicznych Imperium Rosyjskiego Nikity Panina, poseł rosyjski Nikołaj Repnin określił go jako posła wątpliwego dla realizacji rosyjskich planów na sejmie 1767 roku, poseł powiatu sztrasburskiego na sejm 1767 roku.